# 로베르토 트리첼라
로베르토 트리첼라(이탈리아어: Roberto Tricella roˈbɛrto triˈtʃɛlla[*], 1959년 3월 18일, 롬바르디아 주 체르누스코 술 나빌리오 ~)는 이탈리아의 전직 축구 선수로, 현역 시절 수비수로 활약했다. 그는 현역 시절 주로 최후방 수비수를 맡았었다. 트리첼라는 인테르나치오날레, 엘라스 베로나, 유벤투스, 그리고 볼로냐와 같은 이탈리아의 굵직한 구단에서 활약하며 인테르나치오날레에서 코파 이탈리아를, 엘라스 베로나에서 세리에 A를, 그리고 유벤투스에서 코파 이탈리아-UEFA컵 2관왕을 달성했다. 국가대항전에서, 그는 이탈리아 국가대표팀 일원으로 1984년 하계 올림픽과 1986년 월드컵에 참가했다.

## 클럽 경력
트리첼라는 밀라노의 위성 도시 체르누스코 술 나빌리오에서 출생했다. 현역 시절, 그는 인테르나치오날레(1977–1979), 엘라스 베로나(1979–1987), 유벤투스(1987–1990), 그리고 볼로냐(1990–1992)에 몸담았다. 트리첼라는 인테르나치오날레 소속으로 세리에 A 신고식을 치른 뒤 그 시즌 코파 이탈리아 우승을 거두었다. 그는 이후 세리에 B에 속한 엘라스 베로나로 이적했고, 1984-85 시즌에는 주장으로서 오스발도 바뇰리의 베로나가 역사적인 첫 리그 우승을 거두는데 일조했고, 이 우승은 엘라스 베로나가 거둔 유일한 세리에 A 우승이었다. 그는 이후 1987년에 가에타노 시레아의 대체제로 낙점되어 입단했고, 백흑 군단의 3년차이자 마지막 시즌에는 1989년에 잠깐 선수단 주장을 맡기도 했으며, 디노 초프 감독의 지휘 하에 코파 이탈리아와 UEFA컵 동시 우승을 이룩했다.

## 국가대표팀 경력
트리첼라는 1984년부터 1987년까지 이탈리아 국가대표팀 경기를 11번 출전했는데, 1986년 월드컵에는 엔초 베아르초트호에 발탁되어 참가했지만, 가에타노 시레아의 후보 최후방 수비수였기 때문에 출전하지 못했다. 베아르초트의 후임인 아첼리오 비치니의 임기에도 프란코 바레시가 있었기 때문에 기회가 적었다. 그는 1984년 하계 올림픽에도 이탈리아 선수단 일원으로 참가했고, 이 대회에서 준결승전에 패하면서 대회를 4위로 마감했다.

## 경기 방식
끈질기나 신사적인 수비수인 트리첼라는 견제 순간을 잘 잡고, 발이 빨라 대인 방어에 능한 것으로 알려져 있다. 그는 공을 회수한 후 전술적 지능, 다양한 거리의 공넘김, 그리고 우아한 공다루기 능력으로 재빠른 공격을 전개하는데에도 능했다. 비록 그는 중앙 수비수로도 활약할 수 있지만, 최후방 수비수로 현역 시절에 대부분 활약했고, 그는 자신의 역할을 현대적으로 재해석해 역할을 최적화했고, 공을 단순히 걷어내는데 초점을 맞춘 전통적 최후방 수비수와 대조되게 공을 잡고 자주 쇄도하며 긴 공넘김으로 역습을 전개했다.

## 수상
베로나
- 세리에 A: 1984–85

인테르나치오날레
- 코파 이탈리아: 1977–78

유벤투스
- 코파 이탈리아: 1989–90
- UEFA컵: 1989–90